# 完顏矧思阿補
完颜矧思阿补（1156年—1158年），为金朝皇子，金朝第四位皇帝海陵王完颜亮的第三子，母唐括柔妃。
正隆元年（1156年）四月，矧思阿补出生。由小底东胜家保养他，完颜亮赐东胜千万钱。五月满月，封其母唐括氏为柔妃，赐钱给京师穷人五千人，每人二百钱。二年（1157年），矧思阿补生日，完颜亮与永寿太后及皇后、太子完颜光英到东胜家。三年（1158年）正月初五日，矧思阿补夭折。完颜亮杀太医副使谢友正、医师安宗义及其乳母，打东胜一百杖，除名。第二天，追封矧思阿补为宿王，葬在大房山。
　

## 传記資料
- 《金史》